# Milán-San Remo 1961
La Milán-San Remo 1961 fue la 52.ª edición de la Milán-San Remo. La carrera se disputó el 18 de marzo de 1961, siendo el vencedor final el francés Raymond Poulidor, que se impuso en solitario con tres segundos respecto al pelotón.
Arthur Decabooter, tercero, y Frans de Mulder, trigésimoctavo, fueron descalificados por cambios de rueda y de bicicleta irregulares.

## Clasificación final
| Posición | Ciclista         | Equipo                | Tiempo     |
| -------- | ---------------- | --------------------- | ---------- |
| 1        | Raymond Poulidor | Mercier-Hutchinson-BP | 7h 41' 07" |
| 2        | Rik van Looy     | Faema                 | + 03"      |
| 3        | Rino Benedetti   | Ignis                 | m. t.      |
| 4        | Dino Bruni       | Ignis                 | m. t.      |
| 5        | Michel Van Aerde | Carpano               | m. t.      |
| 6        | Dino Liviero     | Torpado               | m. t.      |
| 7        | Walter Martin    | Carpano               | m. t.      |
| 8        | André Darrigade  | Alcyon-Leroux         | m. t.      |
| 9        | Pietro Musone    | Philco                | m. t.      |
| 10       | Jo de Haan       | Rapha-Gitane-Dunlop   | m. t.      |